# لیفان ژانلانگ
لیفان ژانلانگ (به چینی ساده‌شده: 轩朗) یک ام‌پی‌وی ۷ نفره است که توسط گروه لیفان از سال ۲۰۱۶ در بازارهای چین، تونس و روسیه تولید می‌شود.

## بررسی اجمالی

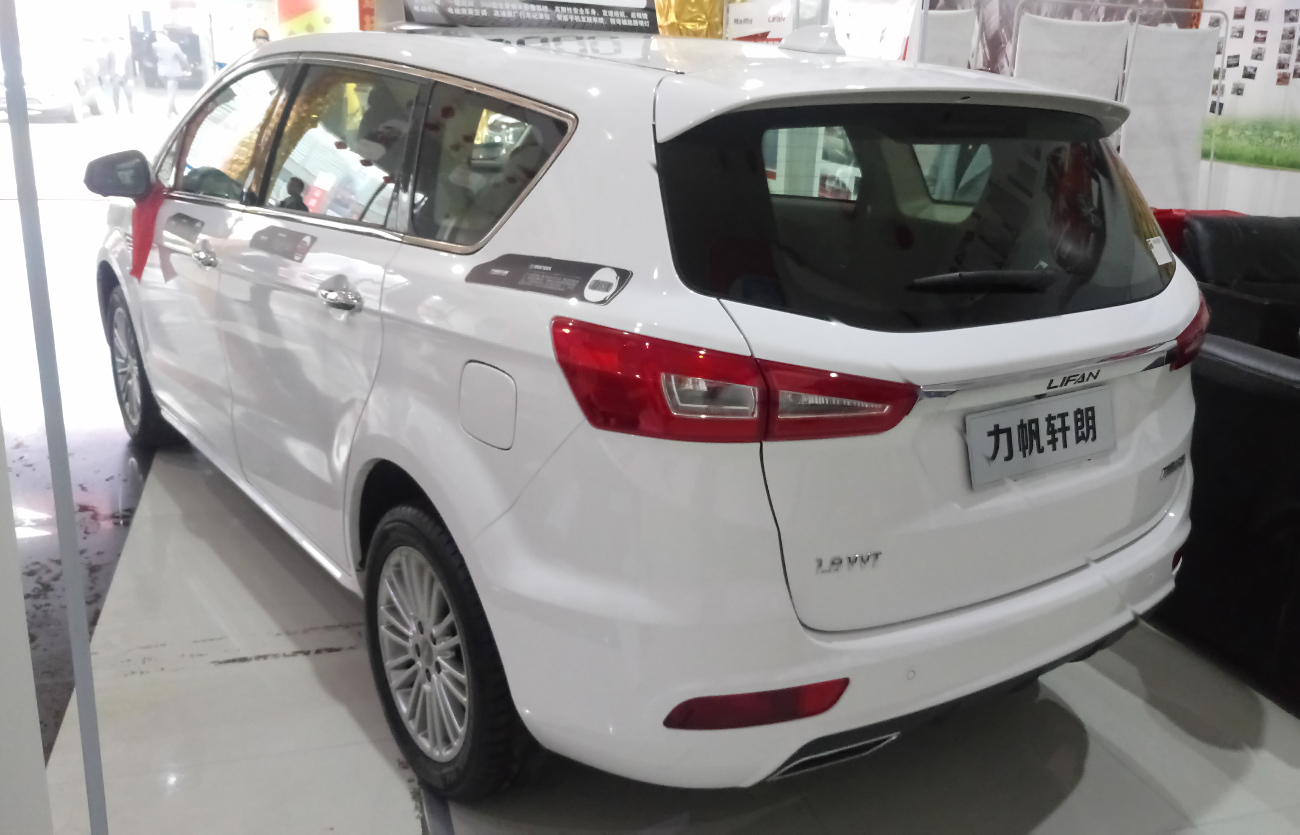
نمای عقب لیفان ژانلانگ

لیفان ژانلانگ در نمایشگاه اتومبیل ۲۰۱۶ گوانگژو در چین رونمایی شد و در هنگام عرضه از ۶۹۸۰۰ یوان تا ۱۰۶٬۸۰۰ یوان قیمت داشت.
طراحی این خودرو بسیار بحث‌برانگیز بود چراکه طراحی بیرونی این خودرو بسیار شبیه فورد اس-مکس ۲۰۱۵ است.

## نگارخانه

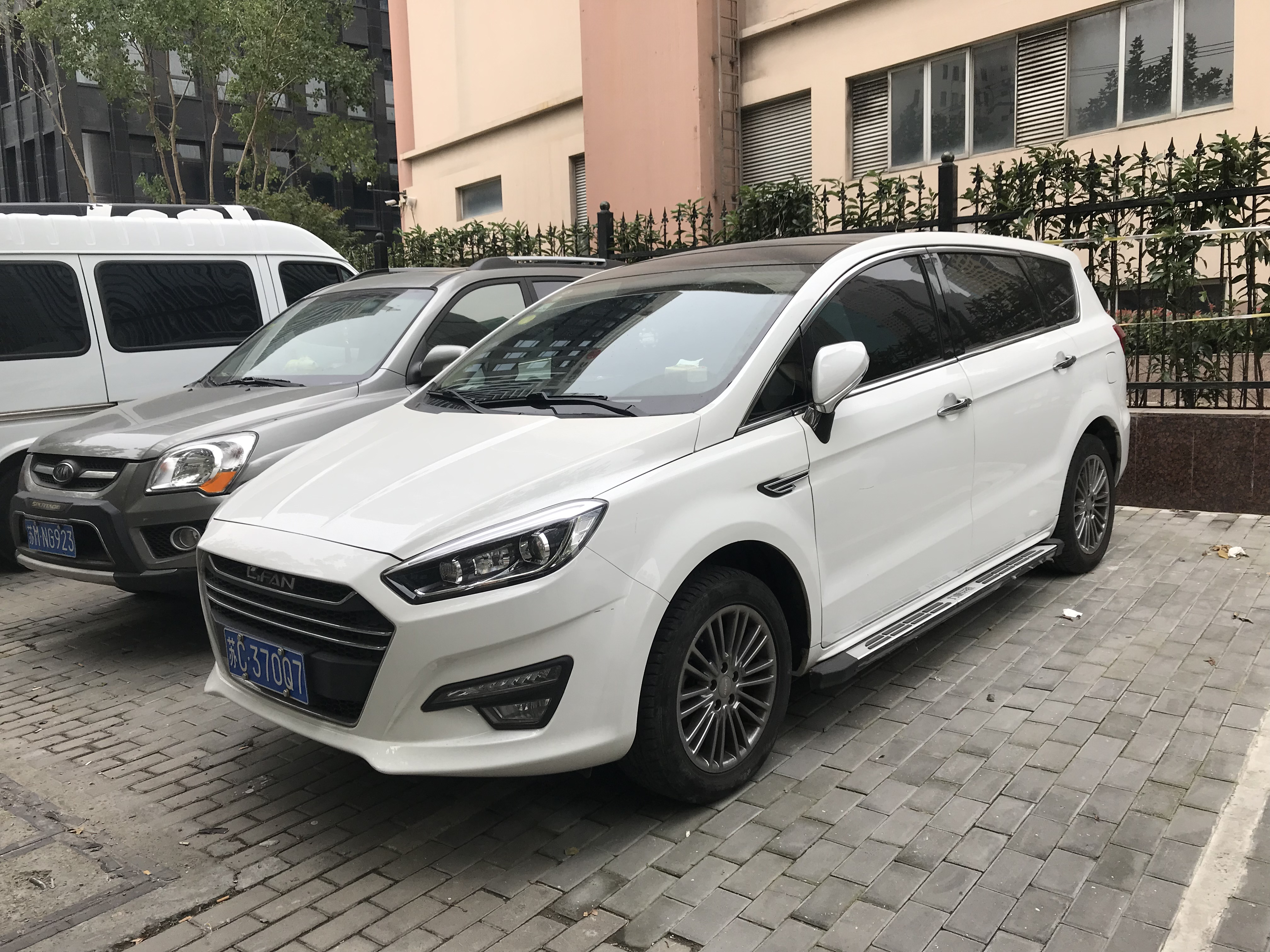
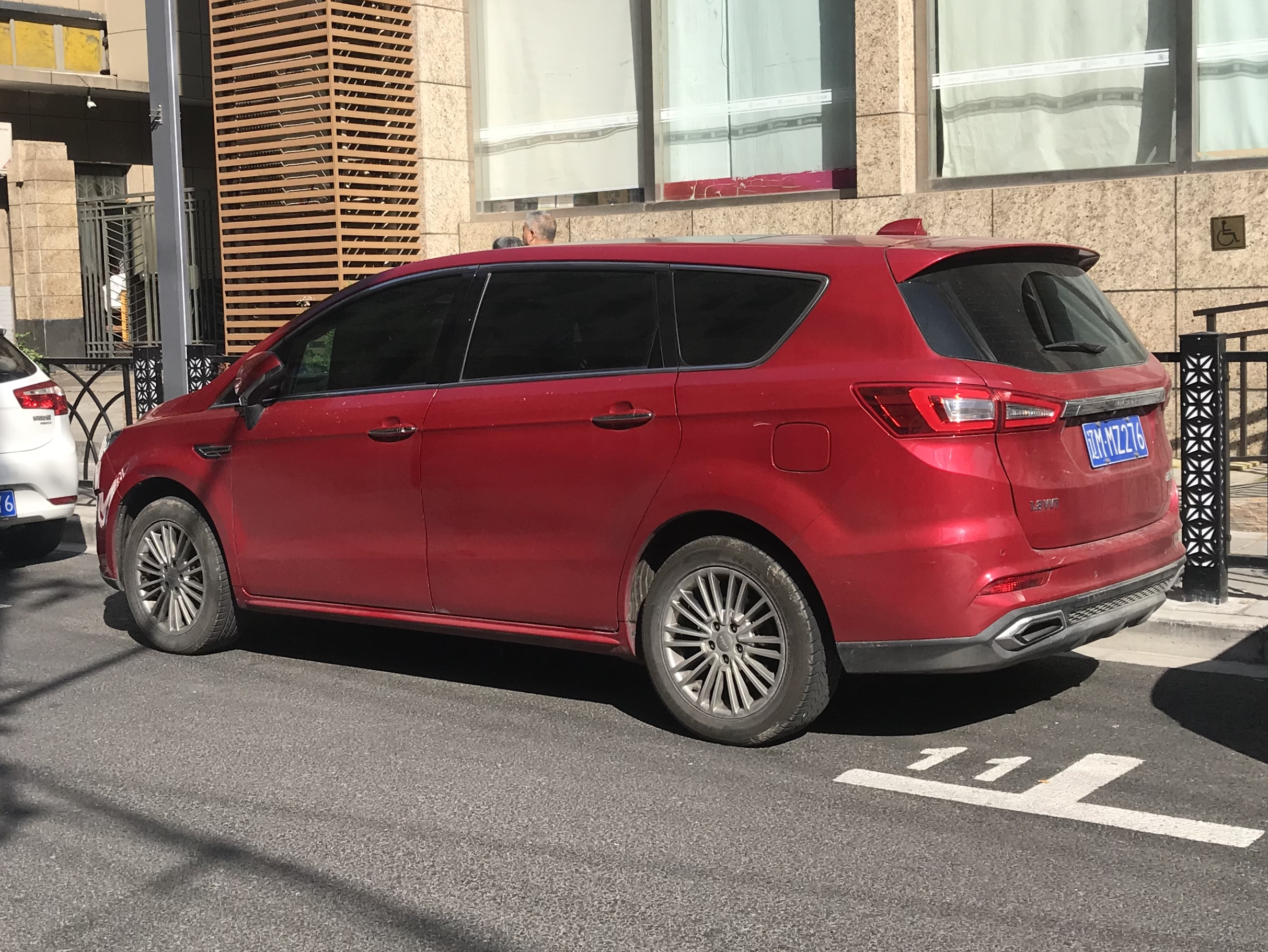
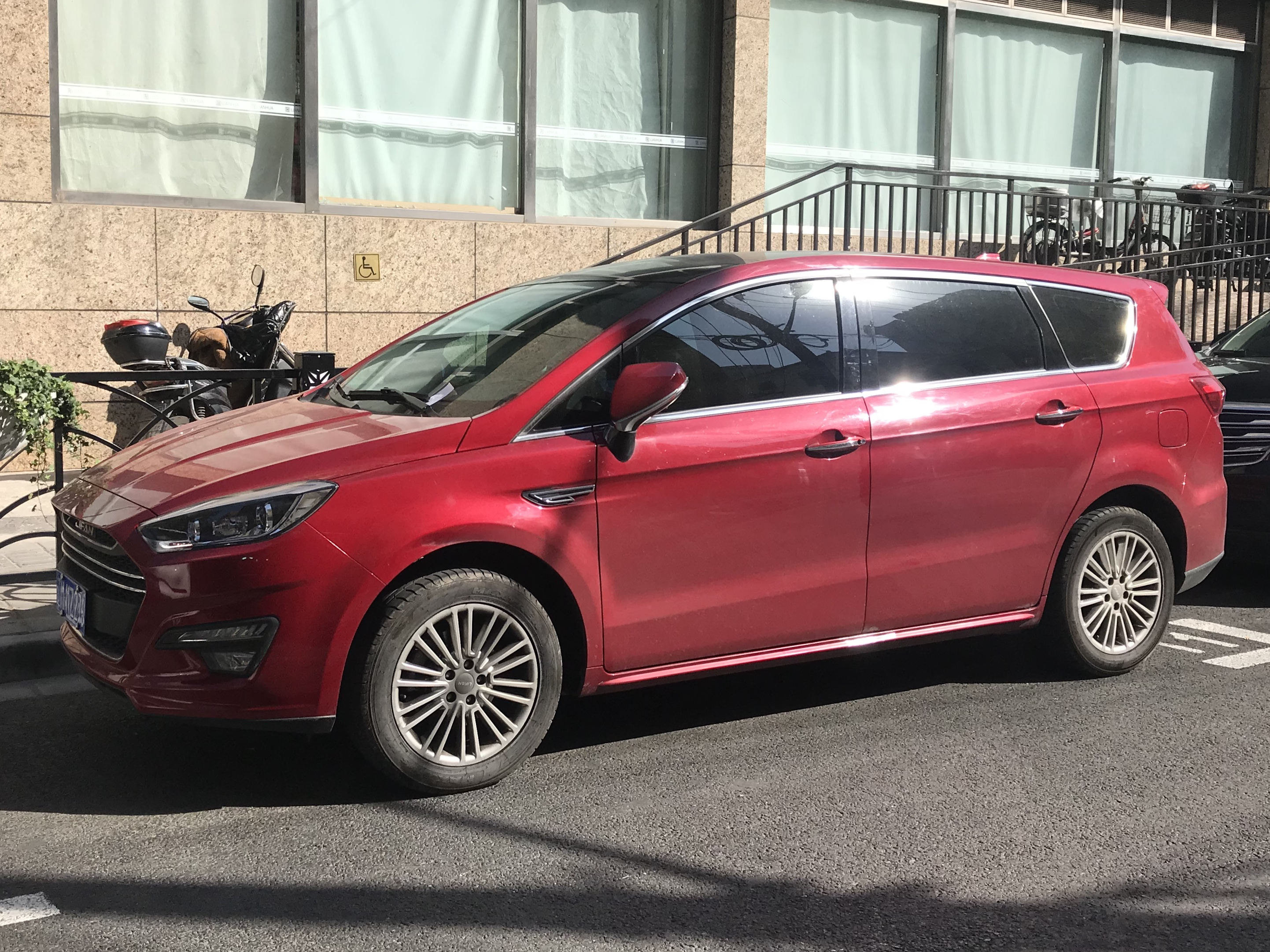